# لويد بالون
لويد بالون (بالفرنسية: Lloyd Palun) (مواليد 28 نوفمبر 1988) هو لاعب كرة قدم غابوني يلعب لصالح نادي نيس في الدوري الفرنسي الدرجة الأولى.

## روابط خارجية
- لويد بالون على موقع رابطة كرة القدم الفرنسية للمحترفين (الإنجليزية)
- لويد بالون على موقع قاعدة بيانات كرة القدم.إي يو (الإنجليزية)
- لويد بالون على موقع ليكيب (الفرنسية)
- لويد بالون على موقع ناشيونال فوتبول تيمز (الإنجليزية)
- لويد بالون على موقع Soccerway.com (الإنجليزية)
- لويد بالون على موقع عالم كرة القدم.نت (الإنجليزية)
- لويد بالون على موقع AS.com (الإسبانية)